# Martine Wright
Martine Wiltshire (de soltera Wright; Londres, 30 de septiembre de 1972) es una jugadora de voleibol sentado británica.

## Biografía

### Primeros años
Obtuvo una licenciatura en Psicología y Estudios de Comunicación de la Universidad de East London en 1996.

### Atentados de 2005
Perdió ambas piernas en estación de Aldgate del Metro de Londres en los atentados del 7 de julio de 2005, cuando viajaba para dirigirse a su trabajo como directora de marketing. Perdió el 80 % de la sangre de su cuerpo y estuvo en coma por diez días. Tuvo que someterse a diez meses de cirugía después de la lesión. Después de los atentados hizo campaña para una conseguir mejor compensación para las víctimas y sus familias y ha sido embajadora de deporte para discapacitados.

### Carrera deportiva
Como parte de su rehabilitación, jugó al tenis en silla de ruedas antes de concentrarse en el voleibol sentado. Fue miembro inicial del equipo femenino de Reino Unido, que comenzó a jugar a finales de 2009, haciendo su debut en el torneo Kent International de 2010 contra el seleccionado paralímpico de China. En julio de 2012 fue elegida para representar al equipo femenino de voleibol sentado británico en el evento de voleibol sentado en los Juegos Paralímpicos de Londres 2012.

## Reconocimientos
En 2012 fue distinguida por la BBC como una de sus personalidades deportivas del año.
Fue nombrada miembro de la Orden del Imperio Británico (MBE) en 2016 por sus servicios al deporte.